# Wykowo (województwo mazowieckie)
Wykowo – wieś sołecka w Polsce położona w województwie mazowieckim, w powiecie płockim, w gminie Słupno.
| SIMC    | Nazwa          | Rodzaj    |
| ------- | -------------- | --------- |
| 0576013 | Gajówka        | część wsi |
| 0576020 | Wykowo-Deśnice | część wsi |

Wieś królewska  położona była w drugiej połowie XVI wieku w powiecie płockim  województwa płockiego. W latach 1975–1998 miejscowość należała administracyjnie do województwa płockiego.